# حسن شيبان
حسن شيبان (بالإنجليزية: َ Hassan Shaiban)‏؛ مواليد 5 نوفمبر 1984 في القطيف ، السعودية، هو لاعب كرة قدم سعودي .
لعب لنادي الخليج حتى عام 2009 و بعدها ترك الخليج و اتجه للدراسة في الولايات المتحدة و في مطلع عام 2016 أعاد نادي الخليج تسجيله كلاعب هاوي و لعب معهم خمسة أشهر و بعدها وقع مع نادي الترجي .